# Pichisermollia quasidivaricata
Pichisermollia quasidivaricata là một loài thực vật có mạch trong họ Polypodiaceae. Loài này được (Hayata) Fraser-Jenk. mô tả khoa học đầu tiên năm 2008.